# 普拉托諾韋
47°25′25″N 29°22′4″E / 47.42361°N 29.36778°E
普拉托諾韋（烏克蘭語：Платонове）是位於烏克蘭西南部的村莊，由敖德萨州波季利斯克区的奧克尼市鎮負責管轄。該村始建於1840年，面積0.03平方公里，海拔高度151米，2001年人口37，人口密度每平方公里1,321.43人。